# Eurotunnel
Der Eurotunnel (auch Kanaltunnel; französisch Tunnel sous la Manche, englisch Channel Tunnel, niederländisch Kanaaltunnel) ist ein 50,45 km (31,35 mi) langer Eisenbahntunnel zwischen Folkestone in Kent (Vereinigtes Königreich) und Coquelles nahe Calais (Frankreich). Mit einem Streckenanteil von 38 km unter der Straße von Dover ist er der längste Unterwassertunnel der Welt. Der Tunnel ist zurzeit (Stand: Dezember 2023) der drittlängste Eisenbahntunnel der Erde (U-Bahnen ausgenommen). Die technische Infrastruktur (Tunnelbetrieb, -überwachung und -instandhaltung) sowie Pendelzüge für Kraftfahrzeuge werden von der Gesellschaft Getlink betrieben. Eurostar International betreibt Hochgeschwindigkeitszüge mit Direktverbindungen zwischen Großstädten beiderseits des Kanals. Die Firma Eurotunnel Le Shuttle betreibt den Transport von Fahrzeugen durch den Tunnel.
Das lange geplante und sehr kostspielige Tunnelbauprojekt, dem einige fehlgeschlagene historische Baupläne vorangingen, wurde 1994 vollendet. Der Tunnel besteht aus zwei eingleisigen Fahrtunneln und einem dazwischenliegenden zweistreifigen Servicetunnel für schmale Straßenfahrzeuge und bietet somit seit 1994 eine direkte Eisenbahnverbindung zwischen Frankreich und dem Vereinigten Königreich.

## Bezeichnung
Während der Kanaltunnel in den Sprachen der angrenzenden Länder durchweg nach dem Kanal benannt wird (französisch Tunnel sous la Manche, englisch Channel Tunnel, niederländisch Kanaaltunnel), heißt er im Deutschen oft Eurotunnel, nach der Betreibergesellschaft, die 1986 als Eurotunnel oder offiziell Groupe Eurotunnel gegründet worden war, aber im November 2017 in Getlink umbenannt wurde. Bis Mai 2023 bezeichnete Eurotunnel oder auch Eurotunnel Le Shuttle den Autozugdienstleister, der durch den Kanaltunnel verkehrt, mittlerweile ist der Dienstleister in Le Shuttle umbenannt worden.

## Geographische Lage
Der Tunnel befindet sich unter der Straße von Dover, einer Meerenge am östlichen Ende des Ärmelkanals und führt vom Ortsteil Cheriton der Stadt Folkestone in der englischen Grafschaft Kent zur Ortschaft Coquelles (4,5 km südwestlich der Stadt Calais) im französischen Département Pas-de-Calais. Er verläuft in Nordwest-Südost-Richtung und verbindet die Insel Großbritannien mit Kontinentaleuropa.
Das Nordwestportal des Eurotunnels befindet sich 2,5 km nordwestlich der Innenstadt von Folkestone, das direkt an der nördlichen Ärmelkanalküste liegt. Sein Südostportal befindet sich knapp zwei Kilometer südwestlich von Coquelles und ist 3,5 km von der südlichen Ärmelkanalküste entfernt.

## Geschichte

### Hintergrund
1751 schlug der Franzose Nicolas Desmaret in seiner Dissertation sur l’ancienne jonction de l’Angleterre à la France vor, eine Tunnelverbindung zwischen England und Frankreich herzustellen. 1802 legte der französische Bergwerksingenieur Albert Mathieu hierfür einen ersten ernstzunehmenden Entwurf vor. Die Verbindung sollte mit Pferdekutschen betrieben werden. Die Varne-Sandbank sollte hierfür zu einer künstlichen Insel mit Pferdewechselstelle aufgeschüttet werden. Durch Kamine, die einige Meter über die Wasseroberfläche hinausragten, sollte der Luftaustausch garantiert werden. Der Plan wurde nicht umgesetzt, da er technisch nicht realisierbar war und zudem der Krieg zwischen Frankreich und England wieder ausbrach. Napoléon Bonaparte erörterte das Thema im Rahmen der Friedensgespräche von Amiens mit dem britischen Staatsmann Charles James Fox.
1803 folgte ein Tunnelentwurf des Engländers Henri Mottray. Grundlegende technische Probleme blieben hierbei jedoch ungelöst.
Ab 1834 präsentierte der französische Bauingenieur Thomé de Gamond über einen Zeitraum von fast 30 Jahren weitere Vorschläge, darunter auch die Idee, ein stelzenförmiges Transportsystem zu bauen, das auf Schienen auf dem Meeresgrund verlaufen, jedoch die damals neu erfundenen Eisenbahnzüge über dem Meeresspiegel halten sollte.

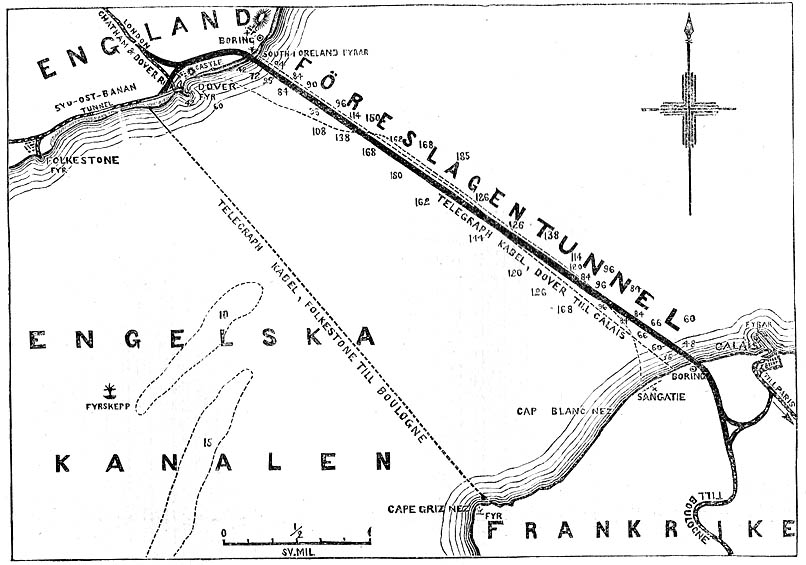
Kanaltunnelvorschlag Mitte des 19. Jahrhunderts

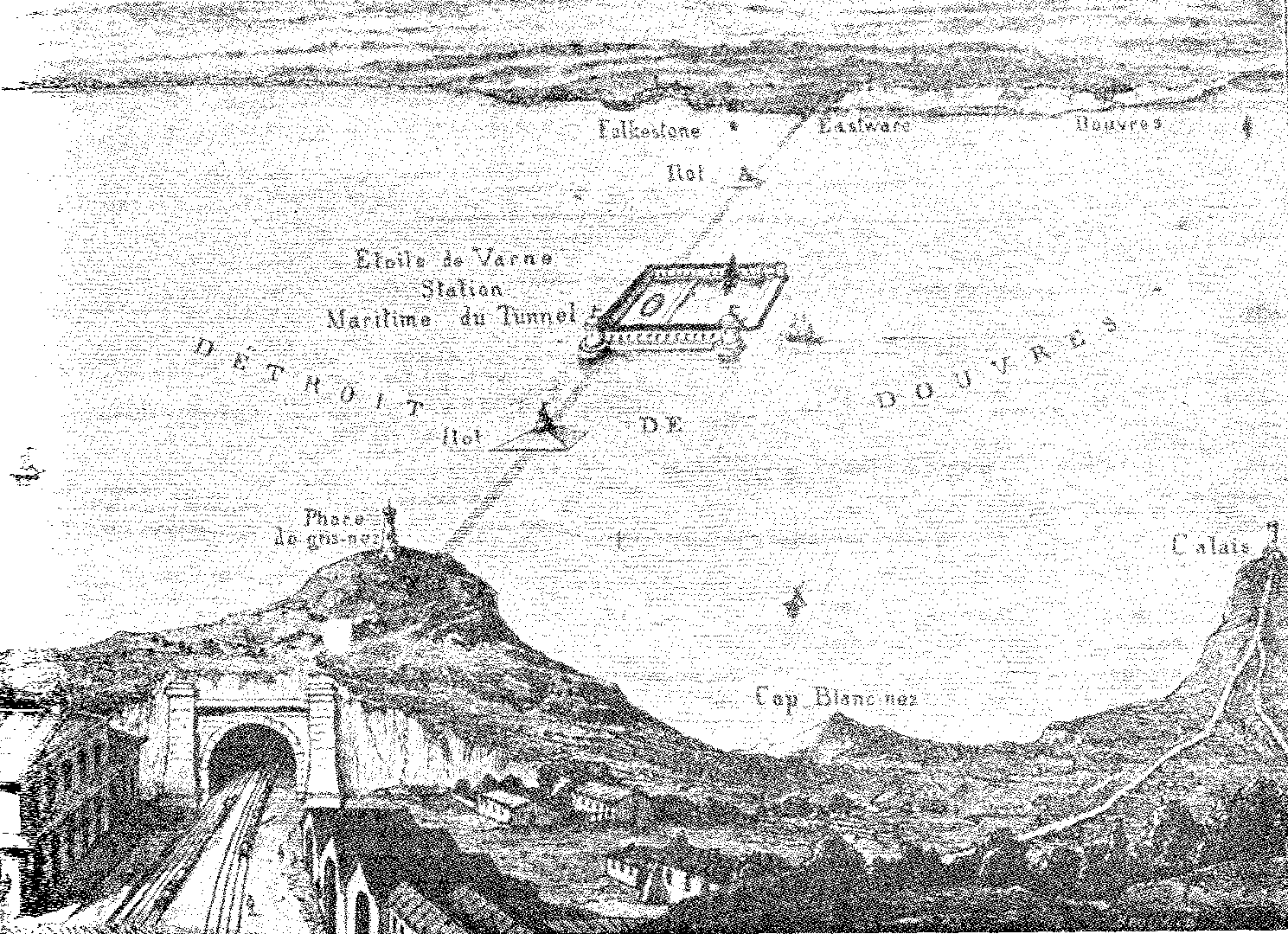
Plan von Thomé de Gamond aus dem Jahr 1856 für einen Kanaltunnel mit Hafen und Belüftungsanlage an der Varne-Sandbank

1851 stellte Hector Horeau, wiederum ein Franzose, seine Idee vor, einen Stahltunnel auf dem Meeresgrund zu verlegen. Jedoch kam auch dieser Tunnel nicht zustande, da viele politische und vor allem technische Voraussetzungen nicht erfüllt waren.
1856 beauftragte Napoleon III. eine wissenschaftliche Kommission damit, die Machbarkeit zu prüfen. Diese bezeichnete die Pläne Thomé de Gamonds als realisierbar. 1855 hatte de Gamond den Entwurf eines 33 km langen zweigleisigen Eisenbahntunnels vorgelegt, der bis zu 75 m unter dem Meeresgrund liegen sollte. Politische Differenzen verhinderten die Umsetzung des Projektes.

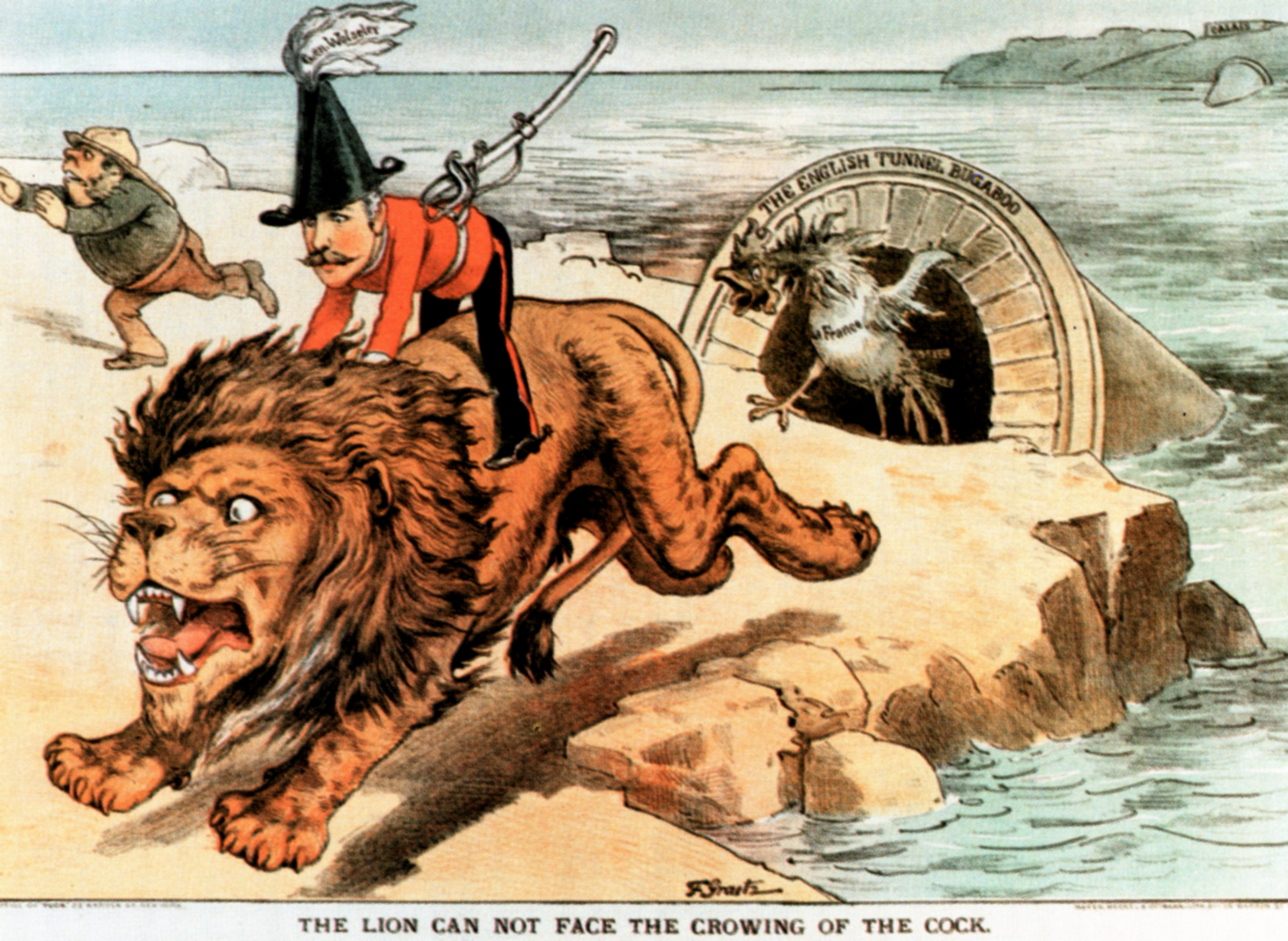
Britische Ängste vor den Folgen einer Tunnelverbindung um 1885 in Satireform: General Wolseley, einer der schärfsten Gegner einer Landverbindung mit Frankreich, flieht auf einem Löwen vor dem gallischen Hahn.

1867 präsentierten die britischen Ingenieure John Hawkshaw und William Low den Entwurf für einen 34 km langen und 100 m unter dem Meeresspiegel liegenden Eisenbahntunnel. Basierend auf diesem Entwurf gründete sich 1872 auf Initiative von Edward Watkin die französisch-britische Kanaltunnelgesellschaft Submarine Railway Company, die drei Jahre später per Gesetz die Bauerlaubnis erhielt. Inzwischen hatte Hawkshaw seinen Entwurf aufgrund erster vorliegender geologischer Untersuchungen nochmals überarbeitet. Er plädierte aus Sicherheitsgründen für eine leicht gekrümmte Linienführung in härterem Kreidegestein, welche die Länge des Tunnels auf 37 km erhöhte. Die Pläne wurden von den Bahngesellschaften South Eastern Railway und London, Chatham and Dover Railway wegen der Anbindung ihrer Bahnhöfe in Dover und Folkestone begrüßt. Die Kanaltunnelgesellschaft hielt hingegen an der geraden Linienführung unter Umgehung der beiden Bahnhöfe fest. Zur Linienfestsetzung wurden 1882/83 weitere geologische Untersuchungen u. a. mittels Bohrungen mit Tunnelbohrmaschinen durchgeführt. Dabei wurden von französischer Seite 1800 m Stollen und von englischer Seite 1400 m Stollen unter dem Meeresgrund aufgefahren. Doch bereits 1882 verfügte das englische Handelsamt die Einstellung der Arbeiten, insbesondere Sir Garnet Wolseley hatte im Parlament heftig gegen das Vorhaben protestiert.

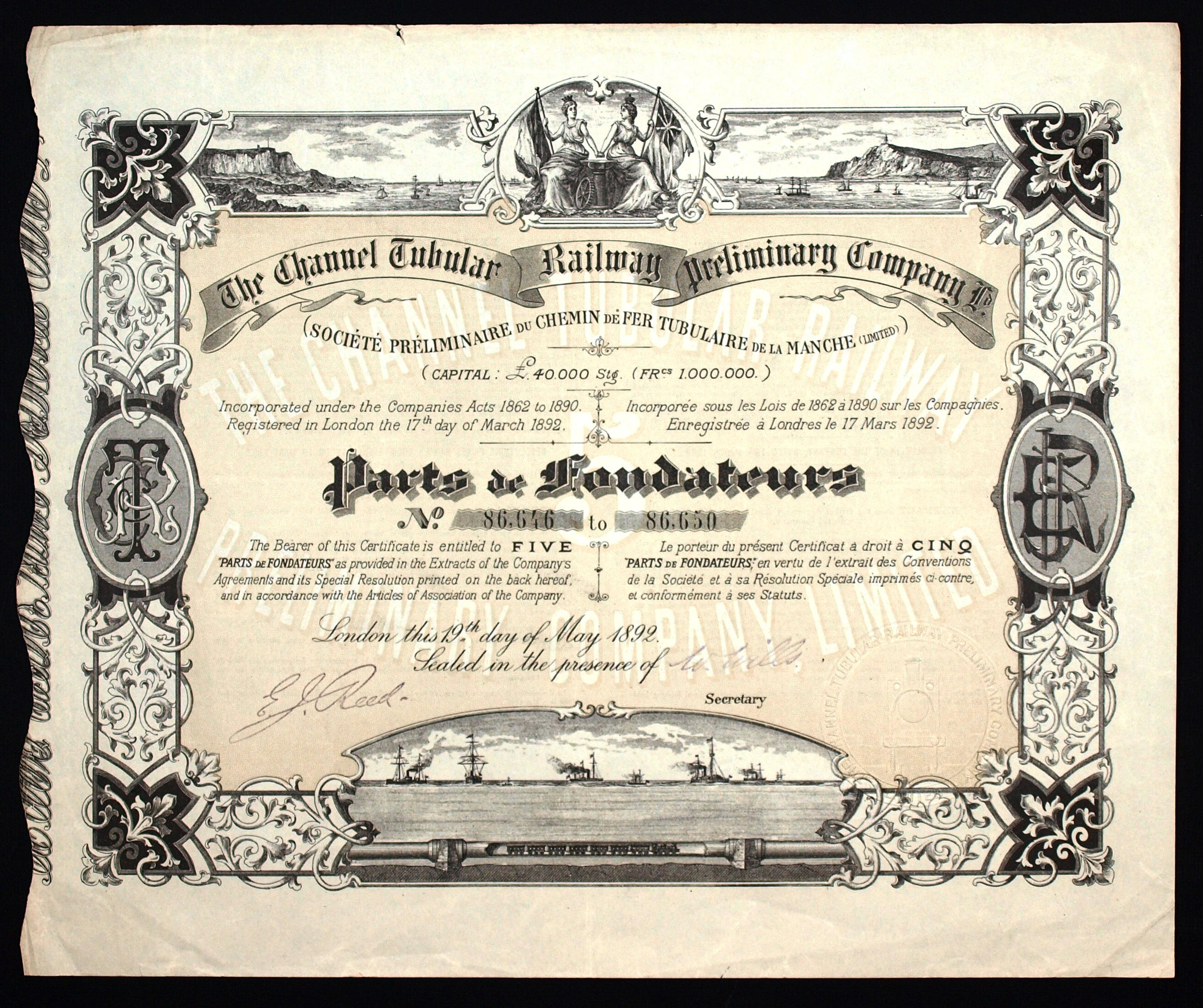
Gründeranteil der Channel Tubular Railway Preliminary Company vom 19. Mai 1892, signiert von Edward James Reed

Auf Anregung des Unternehmers Sir E. J. Reed gründete man 1892 in London die “The Channel Tubular Railway Preliminary Company”, eine mit einem Kapital von 40.000 Pfund Sterling ausgestattete Gesellschaft, deren Kapitalbedarf insbesondere durch die Emission von 250.000 Genussscheinen (Parts de Fondateurs) aufgebracht werden sollte. Die Gesellschaft plante unter der Leitung von Sir E. J. Reed den Bau eines Eisenbahntunnels durch den Kanal, durch den die Reisenden schneller an das Ziel gelangen sollten, als dies mit einer Schiffsüberfahrt möglich war. Das Vorhaben scheiterte aus politischen Erwägungen heraus.
Auch die deutsche Presse nahm ab 1882 wiederholt das Thema aufmerksam wahr. 1910 stellte E.M. Arnold die Untertunnelung und Überbrückung von Meeren als friedvollen Kontrast zu „unausgesetzten Massenrüstungen unserer modernen Kulturvölker gegeneinander“ hin. Dennoch hielt er den Tunnelbau unter dem Ärmelkanal für politisch delikat:

„Die französischen Handelskammern haben ihn neuerdings wieder angeregt. Freilich sehen die Engländer in seiner Verwirklichung eine Gefahr für die Sicherheit ihres Landes und suchen ihn daher als Utopie des sensationsbedürftigen Franzosentums abzutun. Bereits vor Jahren bildete sich zur Förderung des Unternehmens eine französische Gesellschaft, die Association du chemin-de-fer sous-marin entre la France et l’Angleterre, an deren Spitze die Gebrüder Rothschild, die französische Nordbahngesellschaft […] sowie andere einflußreiche Personen standen. Die von dieser Vereinigung eingeleiteten Erhebungen ergaben bisher, dass es sich nicht allein um ein ausführbares Riesenunternehmen, sondern mit der Verwirklichung des Planes auch um wirtschaftliche Vorteile ungeahnter Tragweite handelt. Aller Wahrscheinlichkeit nach würde der Tunnelbau mit einem Kapital von 300 bis 400 Millionen Franken in einem Zeitraum von 15 bis 20 Jahren möglich sein. Die Überbrückung des Kanals würde etwa das Vierfache jenes Betrags kosten.“

Es folgten noch zahlreiche weitere Pläne und Ideen, wie und wo man einen Tunnel zwischen Frankreich nach Großbritannien bauen könnte. Auch die Vorstellung einer Brücke wurde zwischenzeitlich diskutiert, jedoch war auch diese nicht zu verwirklichen.
1955 erklärte das britische Verteidigungsministerium, es gäbe aus militärischer Sicht keine Einwände mehr gegen einen Tunnel. 1957 wurde die Kanaltunnel-Arbeitsgemeinschaft gebildet. Im Juli 1960 schlug eine Studiengruppe vor, zwei Röhren für die Eisenbahn und einen zusätzlichen Servicetunnel zu bauen. Das Projekt sollte privat finanziert werden.
1963 wurden die grundlegenden technischen Parameter des Tunnels festgelegt. Es wurden zwei verschiedene Linienführungen für eine Bauform als versenkte Röhre und als gebohrter Tunnel erarbeitet. Im Jahre 1965 rechnete man mit Baukosten von 1,8 Milliarden DM und einem jährlichen Aufkommen von 3,5 bis 4 Millionen Personen sowie einer Million Kraftfahrzeugen unmittelbar nach dessen Fertigstellung. Zeitweise wurde auch eine Brückenvariante vorgeschlagen.
Mitte 1971 beauftragten die Regierungen der beiden Länder die Ausarbeitung einer endgültigen Studie zum Bau eines Kanaltunnels. Die Studie sollte 1973 mit dem Beitritt von Großbritannien zur Europäischen Gemeinschaft vorgelegt werden, mit einer Fertigstellung des Tunnels wurde frühestens für 1978 gerechnet. Im Jahr 1973 wurde zwischen Großbritannien (Premierminister Edward Heath) und Frankreich (Präsident Georges Pompidou) dann die Vereinbarung eines solchen Vorhabens geschlossen, 1975 wurden die Pläne wegen der Ölpreiskrise jedoch zurückgestellt.

### Planung
Im Jahr 1984 wurde die Idee, Großbritannien mit dem Festland zu verbinden, erneut aufgegriffen, wobei insgesamt fünf Pläne mit den verschiedensten Kombinationen aus Tunneln, Dämmen und Hängebrücken vorgestellt wurden, z. B. die EuroRoute. Letztendlich entschieden sich die britische und französische Regierung für den privat finanzierten Bau und Unterhalt des Kanaltunnels. Im März 1985 erfolgte die Ausschreibung für das Tunnelprojekt. Den Zuschlag erhielt das britisch-französische Konsortium „The Channel Tunnel Group Ltd/France-Manche SA“. Von den vier eingegangenen Angeboten wurde somit derjenige Plan, der dem von 1973 am nächsten kam, ausgewählt und am 20. Januar 1986 verkündet. Der Vertrag wurde durch die beiden Regierungen in Canterbury, Kent am 12. Februar 1986 unterzeichnet und 1987 ratifiziert.
1986 entschieden sich die britische und französische Regierung, den Tunnel als reinen Schienenverkehrstunnel auszuführen. Damit wurden verschiedene Varianten von Straßentunneln endgültig zu den Akten gelegt.
Der geplante Weg des Tunnels sollte von Calais nach Dover verlaufen – ein Weg, der länger als die 33 km der kürzest möglichen Ärmelkanalquerung ist. Der Tunnel sollte in einer einzigen Kreideschicht verlaufen und dieser folgen, wodurch er tiefer gehen würde als vorangegangene Versuche. Auf großen Strecken des Weges liegt der Tunnel dadurch etwa 40 m unter dem Meeresgrund, wobei der südliche Abschnitt tiefer liegt als der im Norden.
Am 14. Dezember 1987 unterzeichneten Verteidigungsminister André Giraud für Frankreich und George Younger für Großbritannien ein Abkommen, in dem die gemeinsame Verteidigung des Tunnels unter dem Ärmelkanal im Kriegsfall vereinbart wurde. Gleichzeitig wurden Pläne für eine strategische Nutzung des Tunnels im Fall von Spannungen und Konflikten vereinbart, deren Einzelheiten nicht öffentlich gemacht wurden.

## Bau und Inbetriebnahme
| Beteiligte deutsche Unternehmen           | Auftragswert in Pfund (1990) |
| ----------------------------------------- | ---------------------------- |
| Karl-H. Mühlhäuser, Michelstadt           | 14,87 Millionen              |
| Hoesch Export, Dortmund                   | 10,89 Millionen              |
| Buderus Bau- und Abwassertechnik, Wetzlar | 10,85 Millionen              |
| Schöma, Diepholz                          | 07,45 Millionen              |
| Mannesmann Demag, Duisburg                | 00,82 Millionen              |
| MAN Gutehoffnungshütte, Oberhausen        | 00,56 Millionen              |
| Thyssen Stahlunion, Düsseldorf            | 00,31 Millionen              |

Tunnelführung im Längsschnitt

Gebaut wurde der Tunnel auf Drängen der Premierministerin Margaret Thatcher ohne staatliche Zuschüsse. Am 15. Dezember 1987 begannen die Bohrungen auf der britischen Seite, am 28. September 1988 erfolgte der Start der Arbeiten in Frankreich. Am 1. Dezember 1990 kam es zum Durchstich am Grunde des Kanals – 15,6 km von Frankreich, 22,3 km von Großbritannien entfernt.
Vor dem eigentlichen Bau wurden mittels Bohrinseln 1986 und 1987 an zwölf Stellen im Kanal Probebohrungen durchgeführt, um über die Beschaffenheit des Bodens Auskunft zu erhalten. Zusammen mit hunderten Bohrungen, die bei den gescheiterten Versuchen in den vorangegangenen Jahrzehnten gemacht wurden, einen Tunnel zu graben, ergab sich so ein aussagekräftiges Bild. Auch Vorleistungen der fehlgeschlagenen Versuche mussten entfernt werden, unter anderem eine zurückgelassene Tunnelbohrmaschine (TBM).
Mit dem Bau des Tunnels waren 15 000 Arbeiter über sieben Jahre beschäftigt, wobei die drei Röhren (zwei für die spätere Eisenbahntrasse und ein Servicetunnel) von beiden Seiten gleichzeitig vorangetrieben wurden. Der Hauptauftragnehmer für den Bau war ein britisch-französisches Baukonsortium. Die Ingenieure verwendeten elf große Tunnelbohrmaschinen, unter anderem der Hersteller Mitsubishi und Robbins. TBM sind bewegliche Aushöhlungsfabriken, die das Bohren, den Abtransport des Materials und den Prozess des Abstützens der weichen und durchlässigen Tunnelwände mit Tübbingen kombinieren. Für den Tunnelvortrieb wurde bei Sangatte in Frankreich ein 65 Meter tiefer Schacht gegraben. Von hier aus bohrten alle französischen Tunnelbohrmaschinen: Drei TBM bohrten die Tunnel unter dem Kanal hindurch und zwei bohrten ins Landesinnere zum zukünftigen Terminal. Nachdem landseitig der südliche Haupttunnel gebohrt war, wurde die TBM vor dem Tunnelportal gewendet und bohrte auch den nördlichen Haupttunnel. Es war die einzige TBM in dem Projekt, die zweimal verwendet wurde. Auf englischer Seite wurde von dem künstlichen Plateau vor dem Shakespeare Cliff zwischen Dover und Folkestone ein Tunnel nach der neuen österreichischen Tunnelbaumethode unter das Meer getrieben und dort eine große Kammer errichtet, von wo aus ebenfalls alle TBM starteten, jeweils drei ins Landesinnere und drei unter dem Ärmelkanal hindurch Richtung Frankreich. Die landseitigen Tunnelbohrmaschinen kamen etwa zwei Kilometer vor dem Terminal in sogenannten Empfangskammern an. Aus Naturschutzgründen wurden die entstandenen Röhren bis direkt vor das Terminal verlängert, dies erfolgte durch in offener Bauweise erstellte Tunnel, die später unter der Oberfläche verschwanden, und ein kurzes Stück nach neuer österreichischer Tunnelbaumethode. Um den Druck der Luft vor durchfahrenden Zügen zu entspannen, wurden im gesamten Tunnelsystem in regelmäßigen Abständen Schächte zwischen den Haupttunnelröhren durch das Gestein getrieben. Ähnlich entstanden auch die Querstollen. Zwei große Überleitstellen, an denen die Züge die Tunnelröhren wechseln können, wurden vom Servicetunnel aus in den Untergrund getrieben, bevor die TBM der Hauptröhren dort ankamen und von dort aus weiterbohrten. Nachdem sich die britischen und die französischen Tunnelbohrmaschinen angenähert hatten, wurden die drei britischen Tunnelbohrmaschinen in den Felsen umgeleitet, dort zurückgelassen und mit Beton verfüllt, während die französischen den Resttunnel bohrten und dann zerlegt wurden. Der Servicetunnel wurde als erster durchschlagen. Gleichzeitig entstanden beiderseits des Kanals die Terminals, Anbindungen für die Autobahnen und Bahnstrecken. Auf der englischen Seite wurden fast vier Millionen Kubikmeter Kalkmergel ausgegraben, wovon ein großer Teil unterhalb des Shakespeare Cliffs ins Meer geschüttet wurde, um 36 Hektar Land zu gewinnen. Der darauf entstandene Erholungspark Samphire Hoe befindet sich im Eigentum von Getlink.
Beim Bau kamen elf Arbeiter ums Leben.

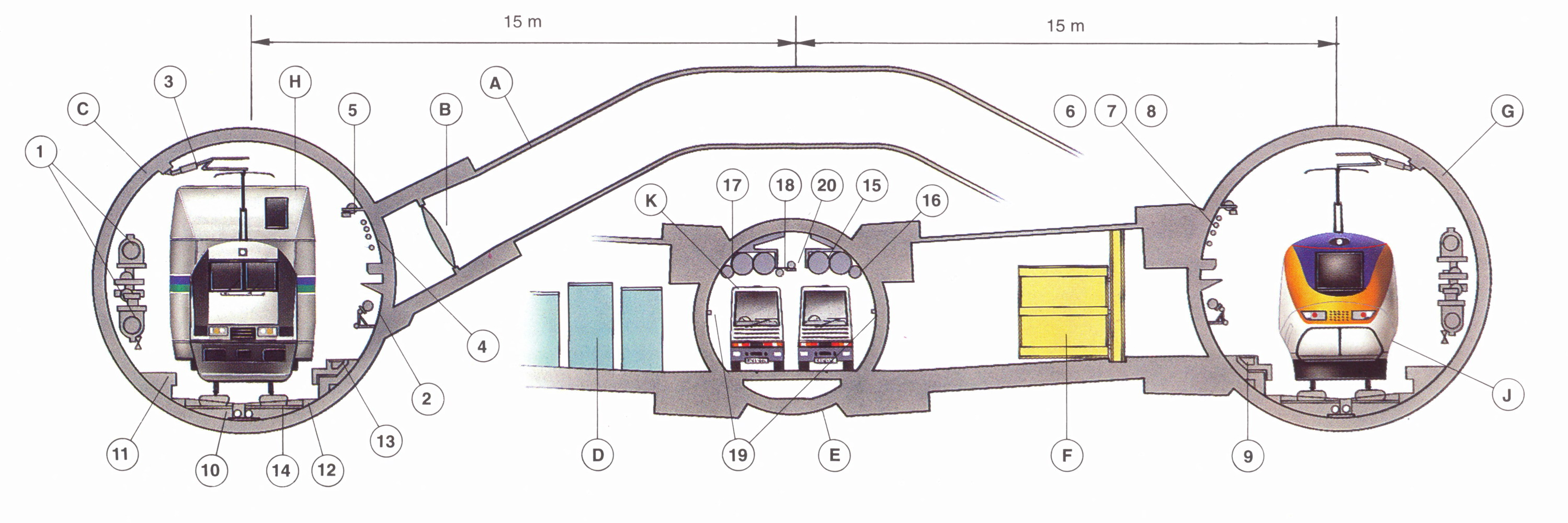
Querschnitt durch das Tunnelsystem

Der Kanaltunnel besteht aus drei parallelen Tunneln: zwei eingleisigen Haupttunneln (Durchmesser 7,6 m) im Abstand von etwa 30 m, in denen die Züge jeweils nach Norden beziehungsweise Süden fahren, und dazwischen einem kleineren zweispurigen Servicetunnel (Durchmesser 4,8 m).
Dieser Servicetunnel, der mit schmalen Straßenfahrzeugen befahren wird, ist durch Querdurchgänge in regelmäßigen Abständen (etwa alle 375 m) mit den Haupttunneln verbunden. Er dient vier wesentlichen Zwecken: Zum einen dient er der Evakuierung der beiden Tunnelröhren bei Unfällen. In die Bewertung möglicher Unfallfolgen floss neben der Länge des mit 38 km längsten unterseeischen Tunnelabschnitts der Welt auch das große Schadensausmaß auf Grund der vielen gleichzeitig im Tunnel verkehrenden Züge (bis zu zwölf Züge je Röhre) mit ein. Ein weiterer Grund liegt in der öffentlichen Debatte, die sich in der Planungsphase um die Sicherheit in der Röhre (auch im Vergleich zum Fährverkehr) entwickelt hatte und in der dritten Röhre ein starkes Argument für die Sicherheit des Tunnels gefunden hatte. Als vierter Grund wird das Schadensausmaß eines Feuers im Tunnel angeführt. Das Rettungskonzept sieht vor, Fahrgäste binnen 90 Minuten an die Oberfläche zu bringen. Dazu kann über die zweite Röhre ein Zug herangeführt werden. Der Servicetunnel wird mit Überdruck betrieben, um das Eindringen von Rauch zu verhindern. Nicht zuletzt dient er Wartungs- und Rettungsfahrzeugen als Zugang zu den Fahrtunneln und nimmt u. a. die Wasserversorgung für die Brandbekämpfungssysteme auf. Zeitweilige Pläne, eine künstliche Insel im Ärmelkanal für einen Notausstieg aus dem Tunnel aufzuschütten, wurden später wieder verworfen.
Die beiden Kreuzungshallen unter dem Meer liegen bei der britischen Küste 7 km vom Shakespeare Cliff entfernt und auf französischer Seite 12 km vor Sangatte.
Am 1. Dezember 1990 trafen sich die beiden Tunnelbaumannschaften dort, wo sich heute eine der „Überkreuzungshallen“ befindet, in denen die Züge von einer Hauptröhre in die andere umgeleitet werden können. Durch den Einsatz von Laservermessung beim Tunnelbau trafen sich beide Röhren mit einer Abweichung von lediglich 35 cm in der Horizontalen und 6 cm in der Vertikalen. Bei den Planungen waren maximal 250 cm einkalkuliert worden.
Am 20. Juni 1993 erreichte der erste Testzug Großbritannien durch den Eurotunnel. Der Tunnel wurde von Königin Elisabeth II. und vom französischen Präsidenten François Mitterrand in einer feierlichen Zeremonie am 6. Mai 1994 offiziell eröffnet. Der erste Güterzug verkehrte am 1. Juni 1994. Der planmäßige Betrieb von Reisezügen wurde am 14. November 1994 aufgenommen.
Die Baukosten waren mit 15 Milliarden Euro doppelt so hoch wie ursprünglich geplant.
Durch den Bau des Tunnels war es zum ersten Mal seit der letzten Eiszeit vor über 13 000 Jahren wieder möglich, trockenen Fußes vom europäischen Festland nach Großbritannien zu gehen.

### Betrieb
Ab Ende 1998 boten DB Cargo und EWS eine tägliche Güter-Schnellzugverbindung zwischen Gremberg und Wembley durch den Tunnel an.
1999 erreichte der Lastwagenverkehr durch den Tunnel, bezogen auf den gesamten Lkw-Verkehr zwischen dem Vereinigten Königreich und Frankreich, einen Marktanteil von 46 %.
2002 ging die Zahl der beförderten Pkw im Jahresvergleich um acht Prozent auf 2,3 Millionen zurück, die Zahl der transportierten Lkw stieg um vier Prozent auf 1,2 Millionen an. Der Umsatz der Betreibergesellschaft stieg um zwei Prozent, auf 860 Millionen Euro.
Bei einer Aktionärsversammlung im Frühjahr 2004 stürzten knapp 2000 überwiegend französische Kleinaktionäre die Geschäftsführung und setzten ein neues Topmanagement ein. Mit 1,89 Milliarden Euro hatte die Betreibergesellschaft im Berichtsjahr einen Verlust in der doppelten Höhe des Umsatzes ausgewiesen. Die Verluste kamen maßgeblich durch Zinszahlungen für die rund neun Milliarden Euro Schulden zusammen. Ende 2005 kündigte das Unternehmen an, bis Juni 2006 900 der damals 3200 Stellen zu streichen.
Aufgrund von Liquiditätsschwierigkeiten wurde am 12. Mai 2006 der Handel von Aktien der Betreibergesellschaft ausgesetzt. Seit dem 2. August 2006 bestand Gläubigerschutz für die Betreibergesellschaft. Der Aktienhandel wurde erst am 28. März 2007 wieder aufgenommen.
Der Trassenpreis für die Nutzung des Tunnels (für eine ICE-3-Doppeltraktion) soll bei rund 100 Euro je Zugkilometer liegen. Eine andere Quelle gibt die variablen Kosten je Zugkilometer mit 322 Euro an. Im Rahmen eines Sonderprogramms sollte das Güterverkehrsaufkommen bis 2018 auf wenigstens 5000 Züge pro Jahr verdoppelt werden (Stand: 2014). Unter anderem wurden dazu in den meisten Nächten (23 bis 7 Uhr) die Trassenpreise um ein Viertel gesenkt.
Im September 2016 ging, nach sechsjähriger Vorbereitung und Kosten von 48 Millionen Euro, ein GSM-R-Netz im Tunnel in Betrieb. 2018 war geplant, den Eurotunnel und die anschließende LGV Nord bis 2025 mit ETCS auszurüsten, die High Speed 1 in Großbritannien im Jahr 2032. Die ETCS-Ausrüstung des Tunnels ist nunmehr von 2030 bis 2032 vorgesehen. Die Kapazität soll damit auf bis zu 1000 Züge pro Tag angehoben werden.

### Unfälle / Pannen
Im oder am Eurotunnel kam es zu folgenden in der Presse beachteten Unfällen oder Pannen:
- Am 18. November 1996 geriet ein Shuttle in Brand. Der Zug, besetzt mit 34 Fahrgästen, konnte über den Servicetunnel evakuiert werden. Die Fahrgäste blieben unverletzt (nach anderer Quelle erlitten drei Zugbegleiter und fünf Fahrgäste zum Teil schwere Rauchgasvergiftungen[35]). Der betroffene Fahrtunnelabschnitt war in der Folge für sieben Monate geschlossen.[16] Es entstand ein Sachschaden in Höhe von 250 Millionen Euro.
- Ende Mai 2000 verlor ein Eurostar-Zug bei Einfahrt in den Eurotunnel einen Teil eines Drehgestells.
- Infolge von Salzablagerungen an den Oberleitungen an der Tunneleinfahrt in Calais war der Verkehr durch den Tunnel vom 28. bis 30. Oktober 2002 unterbrochen.[36]
- Im August 2006 wurde der Tunnel für mehrere Stunden gesperrt, nachdem der Motor eines im Zug transportierten Lastwagens in Brand geraten war.
- Am 11. September 2008 gegen 15:55 Uhr kam es zu einem Unfall. Der Brand eines Lkw auf einem Zug in Fahrtrichtung Calais führte 11 km vor der Ausfahrt auf der französischen Seite zum Zughalt. Der Brand konnte von der Feuerwehr erst nach 20 Stunden gelöscht werden. 32 Menschen, überwiegend Lastwagenfahrer, wurden aus dem Zug in Sicherheit gebracht. 14 Personen davon erlitten Verletzungen in Form von leichten Rauchvergiftungen. Die französischen Einsatzkräfte wurden von mehreren Fahrzeugen aus Großbritannien unterstützt. Der Tunnel wurde bis zum 13. September für den gesamten Zugverkehr gesperrt, da der entsprechende Bereich geräumt werden musste. Am 14. September 2008 konnte dann in der vom Feuer nicht betroffenen Röhre ein reduzierter Betrieb aufgenommen werden. Die vom Brand betroffene Röhre blieb für mehrere Wochen komplett geschlossen.[37][38][39] Das letzte Drittel dieser Röhre wurde am 9. Februar 2009 wiedereröffnet.[40]

- Am 18. Dezember 2009 blieben vier Eurostar-Züge mit insgesamt über 2000 Passagieren im Tunnel stecken. Vermutlich führte der große Temperaturunterschied zwischen der Kaltluft in Nordfrankreich und der warmen Luft im Tunnel zur Entstehung von Kondenswasser, welches die Elektronik der Triebköpfe beschädigte. Am Morgen des 19. Dezember konnten zwei der Züge mit Unterstützung von Diesellokomotiven ihre Fahrt in Richtung London fortsetzen, die Fahrgäste des dritten Zuges wurden mit einem Shuttlezug nach Folkestone gebracht, wogegen die Insassen des vierten Zuges ebenfalls mit einem Shuttlezug auf einen Bahnhof auf französischer Seite gerettet wurden. Personen kamen bei dem Vorfall nicht zu Schaden.[41] Infolge der Zwischenfälle wurde der Eurostar-Betrieb im Eurotunnel für mehrere Tage eingestellt, um die Ursachen zu untersuchen und Gegenmaßnahmen zu ergreifen.[42][43]

- Am 7. Juli 2014 blieb ein Autozug Richtung Frankreich im Tunnel stecken. Hunderte Passagiere wurden durch eine andere Tunnelröhre in Sicherheit gebracht.[44]

- Am 25. August 2022 blieb ein Eurotunnel-Le-Shuttle-Zug aufgrund eines technischen Defekts im Tunnel stecken. Hunderte Passagiere mussten über den Servicetunnel evakuiert werden.[45]

### Ausblick
Zur Vorbereitung möglicher Direktverbindungen nach London durch die DB Fernverkehr hat ein ICE 3 in der Nacht zum 17. Oktober 2010 Probefahrten im Eurotunnel absolviert. Am 14. Juni 2013 erteilte Eurotunnel der Deutschen Bahn eine Genehmigung zur Durchfahrt. Die Deutsche Bahn rechnete 2010 mit einer Million Reisenden pro Jahr. Der kommerzielle Verkehr sollte Ende 2016 aufgenommen werden. Im Juli 2015 wurde bekannt, dass das Projekt zurückgestellt wurde. Dies wurde im März 2017 nochmals bestätigt. Im Januar 2024 gab der Betreiber Getlink bekannt, die technischen Bedingungen für die Verbindung von London in andere europäische Großstädte zu planen, dabei wurde auch die Option einer Direktverbindung zwischen London und Frankfurt am Main genannt.
2013 waren 43 % der Tunnelkapazität ungenutzt. Die Europäische Kommission forderte, die Nutzungsgebühren für Reisezugangebote und Gütertransporte zu halbieren, wodurch die Auslastung verbessert werden sollte.
Die Trasse wurde 2013 in einer Potenzialstudie des Internationalen Eisenbahnverbands (UIC) zu Hochgeschwindigkeitsnachtzügen über große Distanzen als erstes Teilstück einer Relation nach Madrid genannt. Dabei sei aber die Wirtschaftlichkeit aufgrund hoher Trassenpreise, Grenzkontrollen und der Konkurrenz mit Billigflügen fragwürdig. Unter anderem daran war auch zuvor der Versuch eines Nachtzugbetriebs mit den Nightstar gescheitert.
Im Oktober 2023 wurde bekanntgegeben, dass das Eisenbahnverkehrsunternehmen Evolyn ab 2025 Verbindungen zwischen Frankreich und Großbritannien durch den Eurotunnel anzubieten plant, wofür zunächst 12 Triebzüge vom Typ Avelia mit einer Option auf vier weitere Züge bei Alstom angefragt wurden.

## Zahlen und Fakten
Der Tunnel ist 50 km lang, wobei 38 km unterseeisch verlaufen. Die durchschnittliche Tiefe beträgt 40 m unter dem Meeresgrund. An seiner tiefsten Stelle erreicht der Tunnel 75 m unter dem Meeresspiegel. Der Tunnel ermöglicht seit Mai 1994 den Eisenbahntransport von Personen und Fahrzeugen. Jedes Jahr nutzen fast zwanzig Millionen Passagiere die Strecke bei einer Reisezeit von 35 Minuten, davon 20 Minuten im Tunnel.
Die American Society of Civil Engineers (Amerikanische Gesellschaft der Bauingenieure) hat den Tunnel zu einem der „Sieben Wunder der modernen Welt“ erkoren.

## Wirtschaftliche Bedeutung

### Finanzierung
Die auf Drängen von Margaret Thatcher ohne Staatshilfe finanzierten Baukosten, welche die ursprünglich geplanten Kosten zudem um mehr als 100 % überschritten, können aus dem Betrieb nicht getilgt werden.
1984 entstand in Großbritannien eine Aktiengesellschaft zur Förderung und als zukünftiger Träger des Tunnels; 1985 folgte eine analoge Gesellschaft in Frankreich. Im Februar 1986 schlossen die beiden Länder einen Staatsvertrag, in dem die Richtlinien für eine privatwirtschaftliche Finanzierung des Tunnelbauvorhabens festgelegt wurden. Darauf aufbauend erteilten die beiden Länder eine Konzession über Bau und Betrieb des Tunnels. Eine Gruppe von rund 200 Banken gewährte für den Bau des Tunnels 1987 einen Kredit von fünf Milliarden Pfund. Im gleichen Jahr wurden die beiden Aktiengesellschaften zu einer Partnership nach englischem Recht verbunden; Gewinne aus dem Vorhaben sollten dabei jeweils zur Hälfte zwischen den beiden Gesellschaften aufgeteilt werden.
Die Aktie des Betreibers des Bahntunnels unter dem Ärmelkanal war 1987 für 35 Franc (5,34 Euro) an der Börse gestartet. Auch die Fahrgastzahlen blieben mit weniger als 60 % weit hinter den ursprünglichen Planungen zurück. Nach einem Höchstkurs von umgerechnet 19,51 Euro 1989 stürzte die Aktie ab.
Ende November 1997 stimmten die 174 Gläubigerbanken des Unternehmens einer Umschuldung der Eurotunnel-Betreibergesellschaft zu. Zuvor hatten bereits die Aktionäre für die Pläne gestimmt. Im Zuge der Umschuldung verlängerten die Regierungen von Frankreich und Großbritannien die Lizenz der Betreibergesellschaft bis zum Jahr 2086, wobei in der verlängerten Zeit 40 % des Gewinns an die Staatshaushalte abgeführt wird.
Am 9. Februar 2004 vermeldete Eurotunnel einen Nettoverlust für 2003 von nahezu 1,9 Milliarden Euro aufgrund größerer Abschreibungen.
2004 erwirtschaftete das Unternehmen bei einem Umsatz von 789 Millionen Euro einen Verlust von 810 Millionen Euro. Am 31. Mai 2006 teilte das Unternehmen mit, dass die Gläubiger auf 54 Prozent ihrer Forderungen von neun Milliarden Euro verzichten würden. Ohne die Umschuldung hätte die Gesellschaft in der ersten Jahreshälfte 2007 Konkurs anmelden müssen. Die Aktie war vom 12. Mai 2006 bis zum 28. März 2007 vom Handel ausgesetzt.
In der 2. Jahreshälfte 2006 gewährte das Pariser Handelsgericht der hochverschuldeten Betreibergesellschaft Gläubigerschutz und rettete sie damit vor dem Konkurs. Der Spielraum für das hochdefizitäre Unternehmen wurde in der Folge wieder eng. Bis zum 15. Mai 2007 konnten die rund 500.000 Aktionäre ihre Anteile gegen Titel des Nachfolgeunternehmens Groupe Eurotunnel (nun Getlink) tauschen. Mit der Umgründung ist ein Entschuldungsplan verbunden, der die Kreditlasten auf 4,16 Mrd. Euro mehr als halbiert hat. Wäre das Vorhaben allerdings nicht wie geplant umgesetzt worden, hätte die alte – mit 9 Mrd. Euro verschuldete – britisch-französische Eurotunnel-Gesellschaft Insolvenz anmelden müssen. Der Erfolg des Aktientauschs war von den Banken erwartet worden, da die Aktionäre sonst mit einem Totalverlust hätten rechnen müssen.
Für 2007 konnte die Betreibergesellschaft, die eine Konzession für die Nutzung des Tunnels bis 2086 besitzt, erstmals einen Gewinn in Höhe von einer Million Euro vermelden. Bereits im Geschäftsjahr 1998 konnte aufgrund von Sondereffekten infolge einer Umschuldung ein Reingewinn von 64 Mio. Pfund ausgewiesen werden.
Die Dividende für 2008 betrug 4 Cent bei einem Nettogewinn von 40 Mio. Euro.
Im Geschäftsjahr 2021 erwirtschaftete die Eurotunnel-Gruppe einen Umsatz von 774 Millionen Euro, 5,15 % weniger als im Vorjahr. 2021 wurden 1,36 Millionen Lkw durch den Eurotunnel gefahren, das entspricht einem Minus von 14 % im Vergleich zu 2019. Die Fahrgastzahlen im Jahr 2019 erreichten 21,5 Millionen.

### Betrieb
Der Tunnel wird von der Aktiengesellschaft Getlink (ehemals Groupe Eurotunnel) betrieben. Durch den Tunnel verkehren vier Arten von Zügen, von denen die beiden Shuttle-Systeme durch das Unternehmen Eurotunnel betrieben werden.
- Eurostar, durch das Unternehmen Eurostar International Limited betriebene Hochgeschwindigkeitszüge. Diese verbinden den Londoner Bahnhof St Pancras mit dem Bahnhof Paris-Nord, dem Bahnhof Bruxelles-Midi/Brussel-Zuid und dem Bahnhof Amsterdam Centraal. Es gibt Unterwegshalte in den Bahnhöfen Ebbsfleet, Ashford, Calais-Fréthun und Lille. Bis zur vollständigen Inbetriebnahme der Schnellfahrstrecke am 13. November 2007 verkehrten die Züge zum Bahnhof Waterloo International.

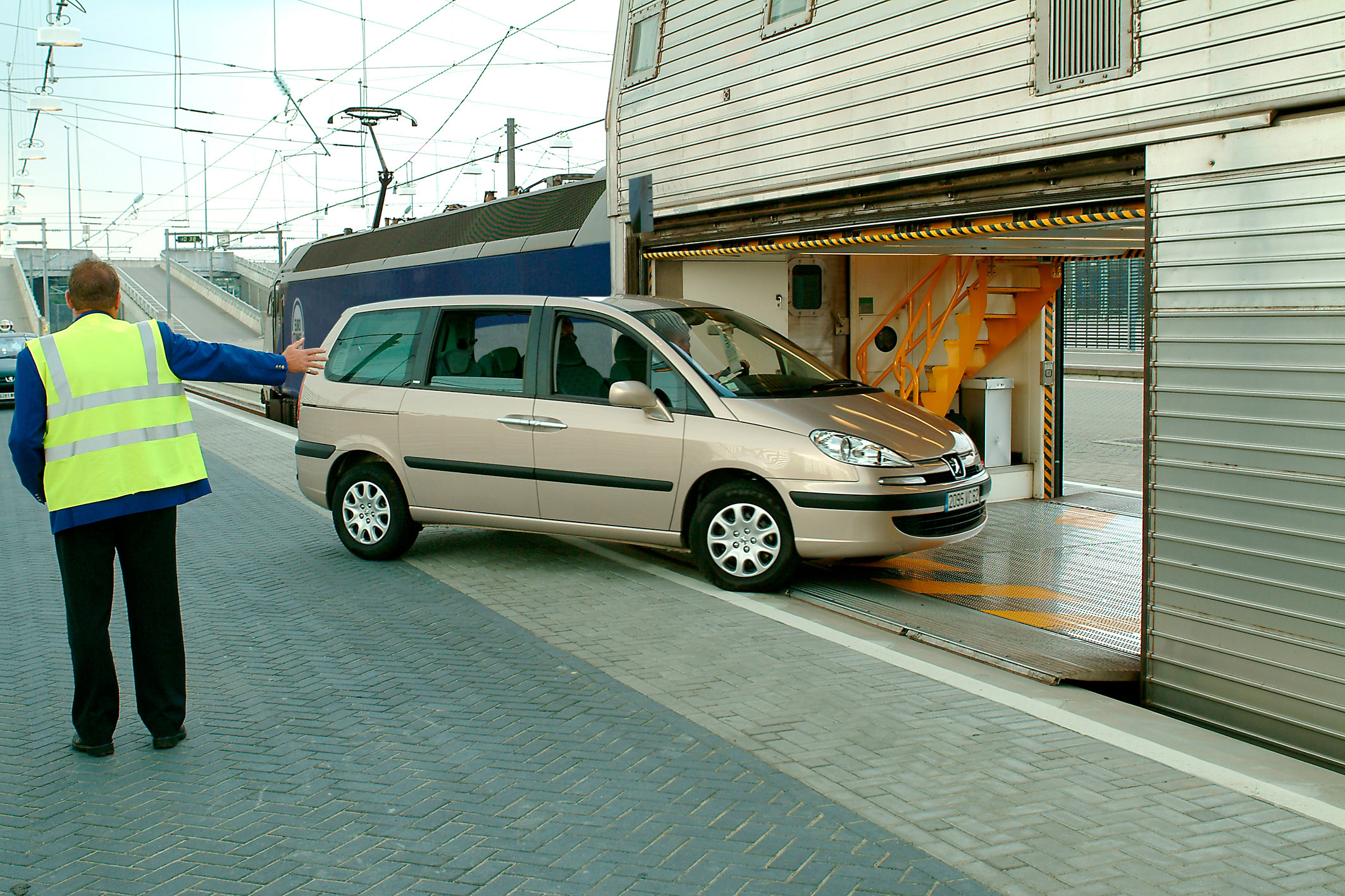
Le-Shuttle-Auffahrwagen

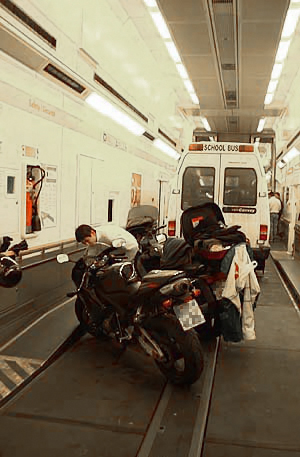
Innenansicht eines Shuttle-Wagens

- Eurotunnel Le Shuttle[71] sind Züge, die Pkw, Busse und Motorräder zwischen Coquelles (Calais) und Folkestone transportieren. Die Züge bestehen aus Auffahr- und Transportwagen mit einem deutlich größeren Querschnitt als bei üblichen Eisenbahnfahrzeugen und sind an beiden Enden mit je einer sechsachsigen elektrischen Lokomotive bespannt. Zur Vermeidung von Fahrtrichtungswechseln bestehen an beiden Endpunkten Wendeschleifen für diese Züge. Die Straßenfahrzeuge fahren in ein- oder zweistöckige abgeschlossene Transportwagen ein. Die Fahrgäste bleiben in oder bei ihrem Fahrzeug und dürfen umher gehen. Toiletten sind in jedem dritten Wagen vorhanden. Die reine Fahrzeit beträgt 35 Minuten, die gesamte Überfahrt (Autobahnausfahrt Calais – Autobahneinfahrt Folkestone) gut 90 Minuten. Der Shuttle ist damit seit der Ausmusterung der Hovercrafts zwischen Calais und Dover im Jahr 2000 die schnellste Verbindung mit dem Auto zur Insel.
- „Freight shuttle trains“ für Lastkraftwagen. Die Fahrer reisen in separaten Reisezugwagen.
- Herkömmliche Güterzüge. Diese wurden zunächst nur durch DB Schenker Rail (UK) Ltd (ehemals EWS) angeboten. Ab März 2009 verkehrten reguläre Güterzüge eines weiteren Anbieters, der SNCF-Tochter Freight Europe, durch den Kanaltunnel (Stand: Mai 2009).[72]

Zum Zeitpunkt der Inbetriebnahme des Eurotunnels gab es nur auf französischer Seite eine Schnellfahrstrecke, die LGV Nord. Die Eurostar-Züge aus Frankreich und Belgien erreichten hier von Anfang an bis zu 300 km/h. Auf der englischen Seite in der Grafschaft Kent wurde das vorhandene Streckennetz benutzt, welches Geschwindigkeiten bis 160 km/h zulässt. Seit dem 4. September 2007 gibt es auch auf britischer Seite zwischen Tunnel und London eine durchgehende, durch die britische Regierung teilfinanzierte Hochgeschwindigkeitsstrecke, den Channel Tunnel Rail Link (CTRL), heute High Speed 1 (HS1) genannt. Dessen erster Teil zwischen Eurotunnel und Fawkham Junction ist bereits im September 2003 in Betrieb gegangen. Innerhalb des Tunnels fahren die Züge mit bis zu 160 km/h.
Der Eurotunnel verbindet zwar die Streckennetze des europäischen Festlandes mit dem in Großbritannien, ein freier Zugverkehr war aber bis 2007 wegen des kleineren britischen Lichtraumprofils nur mit Fahrzeugen, die der britischen Fahrzeugumgrenzungslinie entsprechen (sogenannte Fährbootwagen) möglich. Die HS1-Neubaustrecke ist jedoch im breiteren kontinentaleuropäischen Lichtraumprofil ausgeführt, der Tunnel und seine Anschlussstrecken zu den »Le Shuttle«-Verladebahnhöfen weist ein besonders großes Sonderlichtraumprofil auf. Die Bestandsstrecken in Kent sind mit 750 V Gleichspannung und einer seitlichen, von oben bestrichenen Stromschiene nach dem System der ehemaligen Southern Railway elektrifiziert. Der HS1 hat die auch in Frankreich und im Eurotunnel verwendete Oberleitung mit 25 kV bei 50 Hz erhalten. Da der HS1 erst 2007 eröffnet wurde, wurden die Eurostarzüge für das britische Lichtraumprofil ausgelegt und mit zusätzlichen ausklappbaren Trittstufen an den Türen, die sich an die unterschiedlichen Bahnsteighöhen und -abstände anpassen lassen, versehen. Für durchgehende Verbindungen mussten die Züge auch für drei unterschiedliche Strom- und vier Zugbeeinflussungssysteme ausgelegt werden. Deshalb waren sie sowohl mit Stromabnehmern für Oberleitung als auch für die Stromschienen ausgerüstet. Die Stromschienenstromabnehmer wurden nach Inbetriebnahme der Schnellfahrstrecke abgebaut.
In den letzten Jahren hat die Bedeutung des Tunnels für den Verkehr zugenommen, da sich der Zugverkehr durch den Ausbau des Streckenabschnittes zwischen dem Tunnel und London gegen Fähren und Billigfluggesellschaften besser durchsetzen konnte.
Personenzüge müssen für die Durchfahrt durch den Tunnel unter anderem in der Lage sein, in den 11-‰-Steigungen auch mit 50 % Traktionsleistung noch anzufahren und unter Brandbedingungen noch mindestens 30 Minuten mit 100 km/h oder 15 Minuten mit 80 km/h weiterfahren zu können. Die frühere Forderung, wonach Züge im Ernstfall auch getrennt werden können müssen, erscheint in den Sicherheitsregularien (Stand April 2020) ebenso nicht mehr, wie die Forderungen nach Triebköpfen und Lokomotiven oder Regelungen nach einer Mindestlänge von 375 Metern.
2010 wurden Tests für ein neues, auf Wassernebel basierendes Brandbekämpfungssystem abgeschlossen, das in den Tunnel eingebaut werden soll.

### Tabellarische Übersicht
| Jahr | Passagiere (in Mio.) | Passagiere (in Mio.) | Passagiere (in Mio.) | Frachtgut (in Mio. t) | Frachtgut (in Mio. t) | Frachtgut (in Mio. t) | Einnahmen (in Mio. £) | Einnahmen (in Mio. £) | Einnahmen (in Mio. £) | Einnahmen (in Mio. £) |
| Jahr | Eurostar             | Le Shuttle           | Gesamt               | Le Shuttle            | Eisenbahn             | Gesamt                | Le Shuttle            | Eisenbahn             | Andere                | Gesamt                |
| ---- | -------------------- | -------------------- | -------------------- | --------------------- | --------------------- | --------------------- | --------------------- | --------------------- | --------------------- | --------------------- |
| 1994 | 00,1                 | 00,2                 | 00,3                 | 00,8                  | –                     | 00,8                  | 11                    | 012                   | 07                    | 031                   |
| 1995 | 02,7                 | 04,4                 | 07,1                 | 05,1                  | 1,3                   | 06,4                  | 120                   | 133                   | 051                   | 304                   |
| 1996 | 04,9                 | 07,9                 | 12,8                 | 06,7                  | 2,4                   | 09,1                  | 145                   | 198                   | 141                   | 483                   |
| 1997 | 06,0                 | 08,9                 | 14,9                 | 03,3                  | 2,9                   | 06,2                  | 113                   | 212                   | 206                   | 531                   |
| 1998 | 06,3                 | 12,9                 | 19,2                 | 09,2                  | 3,1                   | 12,3                  | 210                   | 213                   | 243                   | 666                   |
| 1999 | 06,6                 | 11,9                 | 18,5                 | 10,9                  | 2,9                   | 13,8                  | 271                   | 215                   | 168                   | 654                   |
| 2000 | 07,1                 | 11,2                 | 18,3                 | 14,7                  | 2,9                   | 17,7                  | 315                   | 208                   | 077                   | 600                   |
| 2001 | 06,9                 | 10,7                 | 17,7                 | 15,6                  | 2,4                   | 18,0                  | 309                   | 211                   | 027                   | 548                   |
| 2002 | 06,6                 | 10,0                 | 16,6                 | 16,0                  | 1,5                   | 17,5                  | 333                   | 217                   | 020                   | 570                   |
| 2003 | 06,3                 | 09,9                 | 16,2                 | 16,7                  | 1,7                   | 18,4                  | 309                   | 232                   | 025                   | 566                   |
| 2004 | 07,3                 | 09,2                 | 16,5                 | 16,5                  | 1,8                   | 18,3                  | 285                   | 234                   | 019                   | 538                   |
| 2005 | 07,5                 | 09,6                 | 17,0                 | 17,0                  | 1,6                   | 18,6                  | 296                   | 235                   | 011                   | 541                   |
| 2006 | 07,9                 | 09,1                 | 17,0                 | 16,9                  | 1,6                   | 18,4                  | 318                   | 240                   | 010                   | 568                   |
| 2007 | 08,3                 | 09,4                 | 17,7                 | 18,4                  | 1,2                   | 19,6                  | 348                   | 182                   | 09                    | 539                   |
| 2008 | 09,1                 | 08,6                 | 17,7                 | 16,3                  | 1,2                   | 17,5                  | 354                   | 214                   | 047                   | 615                   |
| 2009 | 09,2                 | 07,8                 | 17,0                 | 10,0                  | 1,2                   | 11,2                  | 276                   | 222                   | 09                    | 507                   |
| 2010 | 09,5                 | 08,8                 | 18,3                 | 14,2                  | 1,1                   | 15,3                  | 315                   | 226                   | 09                    | 550                   |
| 2011 | 09,7                 | 09,3                 | 19,0                 | 16,4                  | 1,3                   | 17,7                  | 348                   | 242                   | 09                    | 598                   |
| 2012 | 09,9                 | 10,0                 | 20,0                 | 19,0                  | 1,2                   | 20,3                  | 389                   | 233                   | 011                   | 632                   |
| 2013 | 10,1                 | 10,3                 | 20,5                 | 17,7                  | 1,4                   | 19,1                  | 402                   | 243                   | 011                   | 656                   |
| 2014 | 10,4                 | 10,6                 | 21,0                 | 18,7                  | 1,7                   | 20,4                  | 439                   | 254                   | 013                   | 705                   |

### Stromkabel
Durch die Nordröhre verläuft eine 51 km lange 320-kV-Leitung für Hochspannungs-Gleichstrom-Übertragung, die das britische und das französische Stromnetz miteinander verbindet. Die als ElecLink bezeichnete Verbindung wird von der gleichnamigen Getlink-Tochter betrieben. Sie ging in der Nacht zum 1. September 2021 in Betrieb, der kommerzielle Vollbetrieb wurde zum 25. Mai 2022 aufgenommen. Die Übertragungskapazität liegt bei einem Gigawatt.

## Politische Bedeutung
Häufig benutzten Asylbewerber, die sich in Großbritannien bessere Aussichten auf Asyl sowie die kostenlose Krankenversorgung (NHS) als in Frankreich erhoffen, den Tunnel zur illegalen Einreise nach Großbritannien. Nur wenige versuchten, durch den Tunnel zu laufen oder sich an den Zügen selbst festzuhalten. Die meisten versteckten sich in Ladungsbehältern oder auf Lastkraftwagen, die den Tunnel durchquerten. Seit im Jahr 2002 Frankreich durch die Europäische Kommission auf die Diskrepanz zwischen dem freien Warentransfer in der Europäischen Union und der ständigen Verzögerung beim Durchsuchen von Güterzügen am Verladebahnhof aufgrund seiner schlechten Sicherheitsvorkehrungen aufmerksam gemacht wurde, wurde für 5 Mio. Pfund ein doppelter Zaun gebaut. Diese Maßnahme verringerte die Zahl der erfolgreichen Flüchtlinge drastisch. Anfang 2003 überzeugte die britische Regierung die französischen Behörden, das umstrittene Asylbewerberlager bei Sangatte zu schließen, das oft Ausgangspunkt solcher Aktionen von Asylbewerbern gewesen war. Doch dies verlagerte das Problem der Asylsuchenden nur in Lager außerhalb der Stadt.
Am 4. Juli 2015 kam es zu Verzögerungen im Tunnelbetrieb, nachdem etwa 150 Migranten auf abgesperrtes Gelände am Tunneleingang vorgedrungen waren. Laut dem Unternehmen Eurotunnel, das diese Strecke betreibt, hatte es zwischen Januar und Juni 2015 37.000 Fluchtversuche vereitelt. In der Nacht auf Dienstag, den 29. Juli, wurde ein Flüchtling im Alter zwischen 25 und 30 Jahren tot aufgefunden, als 1.500 bis 2.000 Migranten versuchten, zum Eingang der Verbindung unter dem Ärmelkanal vorzudringen, um nach England zu gelangen. Schätzungsweise warteten im August 2016 in einem wilden Lager, dem Dschungel von Calais, bis zu 9.000 Migranten auf eine Chance, nach Großbritannien zu kommen.

## Brexit
Während der Übergangsphase, in der Verhandlungen zwischen der Europäischen Union und dem Vereinigten Königreich geführt wurden und die bis Ende 2020 lief, waren bei der Nutzung des Eurotunnels keine Änderungen geplant. Fahrgäste konnten mit dem Personalausweis reisen und benötigten kein Visum. Seit 1. Oktober 2021 ist grundsätzlich ein Reisepass für die Einreise nach Großbritannien verpflichtend. Verschärft wurde diese Regelung durch die Notwendigkeit einer elektronischen Reisegenehmigung (englisch Electronic Travel Authorisation, kurz ETA) seit dem 2. April 2025. Die Reise von Großbritannien in die EU ist mit einem Personalausweis weiterhin möglich.
Für die Zeit nach der Übergangsphase wurden rund um den Tunnel Verspätungen und Rückstaus befürchtet, was französische Zöllner 2019 mit einem Bummelstreik simulierten. Entgegen den Befürchtungen lief der Verkehr allerdings ohne Probleme. Dies lag jedoch auch an der COVID-19-Pandemie, die aufgrund von Reisebeschränkungen und massiv gesunkener Nachfrage zu einem Einbruch der Passagierzahlen z. B. beim Eurostar führte. Als Grund werden auch die Verschärfung der Einreisekontrollen ab 1. Oktober 2021 und die damit verbundenen umfassenden Grenzkontrollen zwischen dem Vereinigten Königreich und Frankreich angegeben.

## Bedeutung in den Medien
Der französische Filmpionier Georges Méliès griff die Idee der Untertunnelung des Ärmelkanals mit einer Eisenbahnverbindung als erster filmisch auf und schuf 1907 den Film Le Tunnel sous la Manche ou le Cauchemar franco-anglais.
Im Spielfilm Mission: Impossible (1996) von Brian De Palma wird Tom Cruise an einem Zug hängend von einem Helikopter in den Tunnel hinein verfolgt. Diese am Computer erstellten Szenen sind jedoch in mehrerlei Hinsicht unrealistisch und entsprechen nicht dem Eurotunnel. So werden die Züge im Original mit Strom aus Oberleitungen versorgt, die im Film fehlen. Selbst ein kleiner Helikopterrotor würde nicht in die echte Tunnelröhre passen. Zudem liegen im Film die Gleise beider Richtungen in einer gemeinsamen Röhre; beim echten Eurotunnel bestehen getrennte eingleisige Röhren. Der Zug ist im Film ein TGV Atlantique anstatt eines Eurostars.
Im Spielfilm Ocean’s 13 (2007) von Steven Soderbergh nutzen George Clooney und seine Komplizen den zum Bau des Eurotunnels verwendeten Bohrer, um durch ein künstliches Erdbeben einen Computer zu beeinflussen.
Die britisch-französische Fernsehserie The Tunnel – Mord kennt keine Grenzen (2013–2017) spielt auf beiden Seiten des Eurotunnels, der stets einen zentralen Teil der Handlung darstellt. Die erste Staffel beginnt mit einem Leichenfund im Versorgungstunnel exakt auf der Staatsgrenze zwischen Frankreich und dem Vereinigten Königreich. Als Basis zu dieser Serie dient die dänisch-schwedische Serie Die Brücke – Transit in den Tod (2011), bei der in der ersten Staffel eine Leiche auf der Staatsgrenze zwischen Dänemark und Schweden – der Mitte der Öresundbrücke, die Malmö und Kopenhagen miteinander verbindet – gefunden wird.
Zum Schauplatz einer Geiselnahme wird der Eurotunnel in der Romanverfilmung S.A.S. Red Notice (2021) von Magnus Martens. Die Geiselnehmer drohen darin mit der Sprengung des Tunnels. Dieser Film wurde nicht im echten Eurotunnel und ohne Unterstützung durch Eurostar gedreht. Der für die Dreharbeiten errichtete Nachbau in den Budapester Mafilm Studios folgt zwar im Groben dem Drei-Röhren-Konzept mit mittigem Servicetunnel, weicht jedoch in technischen Details vom Original ab. Insbesondere wurde auch in diesem Film auf eine Oberleitungsanlage verzichtet. Der Zug ist ein fiktiver „Eurostream“.

## Trivia
Da die Eisenbahnen in Frankreich wie in Großbritannien im Linksbetrieb verkehren, erübrigt sich ein Seitenwechsel.
Anfang Juni 2014 fuhr der britische Radrennfahrer Chris Froome mit einem Rennrad durch den Servicetunnel von England nach Frankreich. Der vierfache Tour-de-France-Sieger brauchte für die knapp 54 km lange Strecke 55 Minuten, das entspricht einer Durchschnittsgeschwindigkeit von knapp 60 km/h.